# Zalat
Zalat (mađ. Zaláta) je selo na krajnjem jugu Republike Mađarske.
Zauzima površinu od 21,83 km četvorna.

## Zemljopisni položaj
Nalazi se na 45° 49' sjeverne zemljopisne širine i 17° 53' istočne zemljopisne dužine, 1,5 km od rijeke Drave i granice s Republikom Hrvatskom. Martinci Miholjački u RH su udaljeni 2,5 km jugoistočno.
Starin je 3,5 km zapadno, Vertiga je 2 km sjeverozapadno, Kemša je 1 km sjeveroistočno, a Piškiba je 1 km istočno.

## Upravna organizacija
Upravno pripada Šeljinskoj mikroregiji u Baranjskoj županiji. Poštanski broj je 7839. 

## Povijest
U povijesnim dokumentima se spominje još 1332. kao Zalata, Zalate.
Spominje se selo Negol (Nygol) koje je pripadalo obitelji Kőrösmonostor.
1700. je u Zalatu bila škola.
U svjetskom ratu je 36 seljana izgubilo život. Kasnije preseljenja nisu pogodila selo. Kooperativna farma je osnovana 1959., a pridružena je vejtibskoj kooperativnoj farmi 1972. Zalatsko seosko vijeće je 1977. spojeno s vajslovskim seoskim vijećem. Današnji sustav lokalne vlasti je uspostavljen 1991.
Vodotoranj i škola su građeni od 1994. do 1998. Ipak, škola i dječji vrtić su zatvoreni 2006., pa djeca idu u školu u Vajslovo.

## Stanovništvo
Zalat ima 318 stanovnika (2001.). Mađari su većina. Blizu dvije trećine stanovnika su rimokatolici, nešto manje od trećine su kalvinisti, a u selu je i mali broj grkokatolika.

### Poznate osobe
- Sándor Nagy (1916. – 1994.), mađarski pedagog

## Vanjske poveznice
- Zalat na fallingrain.com